# Bruno Campos
Bruno Campos (Rio de Janeiro, 1973. december 3. –) amerikai-brazil színész, filmszínész és televíziós színész. A Kés/Alatt című sorozatban ő játszotta Quentin Costa szerepét. A hercegnő és a béka eredeti verziójában ő adja a férfi főszereplő Naveen herceg hangját.

## További információ
- Bruno Campos a PORT.hu-n (magyarul)
- Bruno Campos az Internetes Szinkronadatbázisban (magyarul)
- Bruno Campos az Internet Movie Database-ben (angolul)
- Bruno Campos a Rotten Tomatoeson (angolul)